# Tinodes reisseri
Tinodes reisseri là một loài Trichoptera trong họ Psychomyiidae. Chúng phân bố ở miền Cổ bắc.